# Dolichandrone spathacea
Dolichandrone spathacea (L.f.) Seem. è una pianta della famiglia Bignoniaceae.

## Descrizione

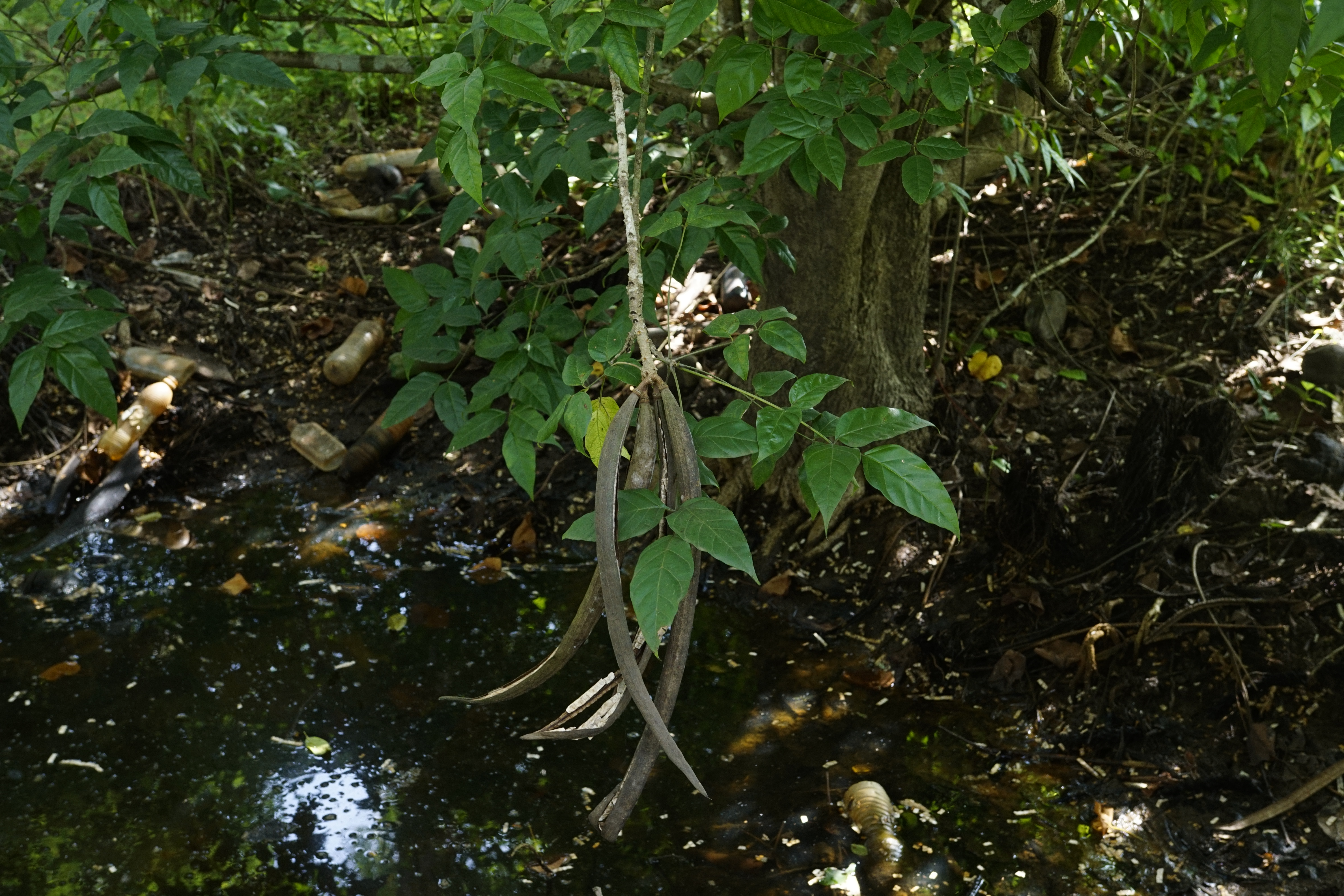
Frutti

È un piccolo albero, alto fino a 5 m, con foglie pennate, composte da 2-4 paia di foglioline opposte e una fogliolina terminale; le foglie giovani sono leggermente rosate. Il frutto è lungo fino a 45 cm, curvo e appiattito come un baccello.

## Distribuzione e habitat
Questa specie è ampiamente diffusa nell'Asia sud-orientale (India, Sri Lanka, Brunei, Indonesia, Malaysia, Filippine, Singapore, Thailandia, Cambogia e Vietnam meridionale), nell'estremità nord-orientale dell'Australia, in Nuova Guinea, nonché nelle isole Salomone, in Nuova Caledonia, a Yap (Micronesia) e a Palau.
Cresce nelle mangrovie estuarine, nelle zone più interne a bassa salinità, spesso in associazione con Nypa fruticans e Acanthus ilicifolius.